# STS-61-C
STS-61-C var den tjugofjärde flygningen i det amerikanska rymdfärjeprogrammet och den sjunde i ordningen för rymdfärjan Columbia. Den sköts upp från Pad 39A vid Kennedy Space Center i Florida den 12 januari 1986. Efter drygt sex dagar i omloppsbana runt jorden återinträdde rymdfärjan i jordens atmosfär och landade vid Edwards Air Force Base i Kalifornien. 

## Start och landning
Starten skedde klockan 06:55 (EST) 12 januari 1986 från Pad 39A vid Kennedy Space Center i Florida.
Landningen skedde klockan 05:58 (PST) 18 januari 1986 vid Edwards Air Force Base i Kalifornien.

## Uppdragets mål
Huvuduppgiften för detta uppdrag var att placera tre kommunikationssatelliter SATCOM Ku-1 i omloppsbana.